# 15467 Aflorsch
15467 Aflorsch eller 1999 AN24 är en asteroid i huvudbältet som upptäcktes den 15 januari 1999 av OCA–DLR Asteroid Survey (ODAS). Den är uppkallad efter astronomen Alphonse Florsch.
Asteroiden har en diameter på ungefär 5 kilometer och den tillhör asteroidgruppen Koronis.